# Constantin von Wurzbach
Constantin von Wurzbach (1818-1893) va ser un bibliògraf, lexicògraf i escriptor austriac. És conegut per la seva obra màxima, el lèxic biogràfic Biographisches Lexikon des Kaiserthums Oesterreich.
Va néixer a Laibach, Carniola (actualment Ljubljana, Eslovènia). El jove va estudiar filosofia i va publicar poesia en publicacions periòdiques locals, inspirades en l'obra de Nikolaus Lenau i Anastasius Grün.
A petició del seu pare, va començar a estudiar jurisprudència a Graz, estudi que va abandonar dos anys més tard. En canvi, es va allistara l'exèrcit austríac i va servir en un regiment d'infanteria gallec a Cracòvia a partir de 1837. Com cadet, va continuar publicant poemes sota el pseudònim de W. Constant. El 1841 va ser promogut segon tinent (Unterleutnant) i transferit a Lemberg (Lviv). Al mateix temps, va estudiar filosofia a la Universitat de Lemberg i el 1843 es ser el primer oficial actiu de l'exèrcit austríac a obtenir un doctorat. A li de 1841, Wurzbach va abandonar l'exèrcit i es va reunir a la biblioteca de la Universitat de Lemberg. Es va casar el 1843 amb Antonie Hinzinger, que va donar a llum el mateix any a una filla Teodora i el 1845 a un fill, Alfred, que esdevindrà un crític d'art reconegut.
El 1847, Wurzbach era periodista al diari local de Lemberg i en aquesta funció va ser cronista polític dels esdeveniments revolucionaris de març de 1848. Els seus informes fidels a la monarquia van fer que a l'octubre rebés un càrrec a temps complet a la Biblioteca Imperial de Viena. El desembre va ser contractat com a arxiver al Ministeri de l'Interior. Es va encarregar a la creació d'una biblioteca, destinada a reunir tota la documentació útil per a l'elaboració de la nova constitució del regne. D'abril de 1849 fins 1874, Wurzbach en va ser el bibliotecari.
Va tenir l'oportunitat de recopilar documents bibliogràfics i biogràfics, recopilats per primera vegada de 1853 a 1856. La gestió des obres de construcció de la biblioteca va absorbir molt de temps i des del 1859 es veurà obligat a reduir les seves activitats de recerca bibliogrvàfica. No obstant això, va continuar el Biographisches Lexikon des Kaiserthums Oesterreich Entre 1855 i 1891 Wurzbach va redigir uns 24.000 articles.
En reconeixement de la seva feina, l'emperador el va promoure Conseller d'Estat. Wurzbach va morir a Berchtesgaden, Baviera.